# Aleksandr Petxnikov
Aleksandr Abràmovitx Petxnikov, rus: Александр Абрамович Печников, (Ielets, Imperi Rus, 2 d'agost, 1873 - Buenos Aires, Argentina, 11 de març de 1949) fou un violinista rus.

## Biografia
El talent musical del nen Pechnikov de deu anys va ser descobert pel violinista de l'Orquestra Imperial de l'Òpera Zolotarenko, que va contribuir a la seva formació posterior al Conservatori de Moscou. Graduat al Conservatori de Moscou (1891), alumne d'Ivan Grzhimali; segons les memòries del violoncel·lista Mikhail Bukinik, 
| « | <una celebritat conservadora: es posa molts aires i no es fixa en ningú, però té talent, i l'admirem.> | » |

 Va millorar sota la direcció de Josef Joachim a Berlín, on, segons Henry Lachy, va gaudir d'un èxit rotund com a virtuós. Interpretada en un trio amb Modest Altshuler i Iosif Levin.
Va donar concerts àmpliament a Europa i Amèrica des de 1895, tocant el violí Stradivarius, antigament propietat de Ferdinand Laub (ara anomenat Laub-Pechnikov); durant la gira nord-americana, en particular, va interpretar per primera vegada el concert per a violí de Txaikovski a Chicago (1899), encara que una sèrie de ressenyes sobre la seva interpretació van ser més aviat crítiques. Va tornar als Estats Units de nou el 1906, convertint-se en l'heroi de les columnes no només musicals, sinó també de xafarderies després que la mare i la germana de Pechnikov diguessin als periodistes que es va negar a reunir-se amb ells, i el mateix Pechnikov (d'origen jueu va respondre que res el connecta amb els familiars, perquè ell, com a aficionat a la música i cristià, fa temps que viu en un altre món.
De 1913 a 1921 va ser professor a l'Escola Superior de Música de Múnic, després a partir de 1927 va ensenyar al Conservatori Stern de Berlín. L'any 1936 va emigrar, va viure i va ensenyar a l'Argentina. Va ser el primer intèrpret de la Suite de concerts de Serguei Tanéiev i el Concert per a violí d'Anton Arenski.
Pechnikov va actuar sovint a duet amb la seva dona (es van casar el 1896-1915), la violinista Lili Petschnikoff, inclòs en un concert històric el 17 d'agost de 1906, durant el qual Richard Strauss va dirigir l'Orquestra Filharmònica de Viena per primera vegada. (la parella va sol·licitar el Concert simfònic per a violí i viola i orquestra de Wolfgang Amadeus Mozart). Lili Pechnikoff (anglès. Lili Petschnikoff, nascuda Schober, eng.; 1874-1957) va ser més tard propera a Lotta Lehman, va deixar gravacions de The World at Our Feet (1968). Als Pechnikovs està dedicat un concert per a dos violins i orquestra d'Hermann Zilcher. El fill de Pechnikov, Sergei (nascut Sergei Petschnikoff; 1907-1970) va treballar a Hollywood com a ajudant de direcció. Pechnikov també va tenir filles Tatiana (1897–?) i Nadia (casada amb Frederiksen, 1904–1972).

## Família
Cosins i germana - Yakov Davidovich Pechnikov, dermatovenereòleg; Alexander Davydovich Pechnikov (1885-1956), violinista, professor de música, membre del Quartet Glazunov, professor associat del Departament de Conjunt de Cambra del Conservatori de Leningrad; Minna Davydovna Berlin-Pechnikova (1892-1969), pianista, professora de música, fundadora i primera cap del departament general de piano del Conservatori Estatal de Kazan.